# 사랑 그리고 이별
사랑 그리고 이별은 1984년에 개봉한 대한민국의 영화이다.

## 캐스팅
- 장미희 : 윤희 역
- 호인몽
- 신영일
- 리산
- 남궁원
- 쯔오겐
- 김희라
- 루비웬
- 이순재
- 긴시
- 문정숙
- 걍밍